# Indici di sostenibilità
Gli indici di sostenibilità sono indici di borsa composti da società quotate raggruppate secondo vari criteri, che però hanno in comune l'obbiettivo di raggruppare le aziende che sono considerate le migliori per performance di sostenibilità e responsabilità sociale d'impresa. Le analisi vengono fatte da varie case di analisi, come RobecoSAM, Eris, Sustainalytics, Axia. Il peso dei componenti viene calcolato sulla base dei ranking elaborati. Tra i più noti indici, si cita il Dow Jones Sustainability World o il Dow Jones Sustainability Europe, il FTSE4Good, STOXX ESG e numerosi altri. 
Recentemente, l'inglese Standard Ethics ha lanciato l'Italian Banks Index e lo Standard Ethics Italian Index, i primi indici di sostenibilità Open Free, ovvero che rendono pubblica la metodologia, i criteri di calcolo ed i pesi. Sono un indice sulla banche quotate italiane ed uno sulle 40 maggiori società della Borsa italiana.